# Rogelio Funes Mori
Rogelio Gabriel Funes Mori (sinh ngày 5 tháng 3 năm 1991) là một cầu thủ bóng đá chuyên nghiệp người México hiện thi đấu ở vị trí tiền đạo cho câu lạc bộ Monterrey tại Liga MX và đội tuyển quốc gia México.

## Thống kê sự nghiệp

### Câu lạc bộ
Tính đến 23 tháng 10 năm 2022
| Club                 | Season       | League                     | League | League | National cup | National cup | League cup | League cup | Continental | Continental | Total | Total |
| Club                 | Season       | Division                   | Apps   | Goals  | Apps         | Goals        | Apps       | Goals      | Apps        | Goals       | Apps  | Goals |
| -------------------- | ------------ | -------------------------- | ------ | ------ | ------------ | ------------ | ---------- | ---------- | ----------- | ----------- | ----- | ----- |
| River Plate          | 2009–10      | Argentine Primera División | 19     | 5      | —            | —            | —          | —          | —           | —           | 19    | 5     |
| River Plate          | 2010–11      | Argentine Primera División | 25     | 4      | —            | —            | —          | —          | —           | —           | 25    | 4     |
| River Plate          | 2011–12      | Primera B Nacional         | 23     | 4      | 5            | 2            | —          | —          | —           | —           | 28    | 6     |
| River Plate          | 2012–13      | Argentine Primera División | 32     | 7      | —            | —            | —          | —          | —           | —           | 32    | 7     |
| River Plate          | 2013–14      | Argentine Primera División | 1      | 0      | —            | —            | —          | —          | —           | —           | 1     | 0     |
| River Plate          | Total        | Total                      | 100    | 20     | 5            | 2            | —          | —          | —           | —           | 105   | 22    |
| Benfica              | 2013–14      | Primeira Liga              | 2      | 0      | 1            | 0            | 2          | 0          | —           | —           | 5     | 0     |
| Benfica B            | 2013–14      | Liga Portugal 2            | 12     | 13     | —            | —            | —          | —          | —           | —           | 12    | 13    |
| Eskişehirspor (loan) | 2014–15      | Süper Lig                  | 29     | 8      | 7            | 6            | —          | —          | —           | —           | 36    | 14    |
| Monterrey            | 2015–16      | Liga MX                    | 36     | 20     | 8            | 5            | —          | —          | —           | —           | 44    | 25    |
| Monterrey            | 2016–17      | Liga MX                    | 33     | 15     | 6            | 7            | —          | —          | 2           | 0           | 41    | 22    |
| Monterrey            | 2017–18      | Liga MX                    | 32     | 17     | 8            | 2            | —          | —          | —           | —           | 40    | 19    |
| Monterrey            | 2018–19      | Liga MX                    | 31     | 16     | 5            | 2            | —          | —          | 7           | 2           | 43    | 20    |
| Monterrey            | 2019–20      | Liga MX                    | 30     | 15     | 6            | 3            | —          | —          | 3           | 2           | 39    | 20    |
| Monterrey            | 2020–21      | Liga MX                    | 34     | 15     | —            | —            | —          | —          | 6           | 3           | 40    | 18    |
| Monterrey            | 2021–22      | Liga MX                    | 24     | 9      | —            | —            | —          | —          | 2           | 1           | 26    | 10    |
| Monterrey            | 2022–23      | Liga MX                    | 13     | 5      | —            | —            | —          | —          | —           | —           | 13    | 5     |
| Monterrey            | Total        | Total                      | 233    | 112    | 33           | 19           | —          | —          | 20          | 8           | 286   | 139   |
| Career total         | Career total | Career total               | 376    | 153    | 46           | 27           | 2          | 0          | 20          | 8           | 444   | 188   |

### Quốc tế
Tính đến ngày 30 tháng 11 năm 2022
| Đội tuyển quốc gia | Năm  | Trận | Bàn |
| ------------------ | ---- | ---- | --- |
| México             | 2021 | 13   | 5   |
| México             | 2022 | 4    | 1   |
| Tổng               | Tổng | 17   | 6   |

Bàn thắng và kết quả của México được để trước.
| #  | Ngày                 | Địa điểm                                           | Đối thủ   | Bàn thắng | Kết quả | Giải đấu                 |
| -- | -------------------- | -------------------------------------------------- | --------- | --------- | ------- | ------------------------ |
| 1. | 3 tháng 7 năm 2021   | Los Angeles Memorial Coliseum, Los Angeles, Hoa Kỳ | Nigeria   | 2–0       | 4–0     | Giao hữu                 |
| 2. | 14 tháng 7 năm 2021  | Sân vận động Cotton Bowl, Dallas, Hoa Kỳ           | Guatemala | 1–0       | 3–0     | CONCACAF Gold Cup 2021   |
| 3. | 14 tháng 7 năm 2021  | Sân vận động Cotton Bowl, Dallas, Hoa Kỳ           | Guatemala | 2–0       | 3–0     | CONCACAF Gold Cup 2021   |
| 4. | 24 tháng 7 năm 2021  | Sân vận động State Farm, Glendale, Hoa Kỳ          | Honduras  | 1–0       | 3–0     | CONCACAF Gold Cup 2021   |
| 5. | 10 tháng 10 năm 2021 | Sân vận động Azteca, Mexico City, México           | Honduras  | 2–0       | 3–0     | Vòng loại World Cup 2022 |
| 6. | 9 tháng 11 năm 2022  | Sân vận động Montilivi, Girona, Tây Ban Nha        | Iraq      | 2–0       | 4–0     | Giao hữu                 |